# Lijst van gemeenten in Liechtenstein
Deze lijst van Liechtensteinse gemeenten toont de elf gemeenten in Liechtenstein (Gemeinden - enkelvoud Gemeinde).

## B
- Balzers

## E
- Eschen

## G
- Gamprin

## M
- Mauren

## P
- Planken

## R
- Ruggell

## S
- Schaan
- Schellenberg

## T
- Triesen
- Triesenberg

## V
- Vaduz